# Szechuanosaurus campi
Szechuanosaurus campi es la única especie conocida del género dudoso extinto Szechuanosaurus ("lagarto de Sichuan") de dinosaurio terópodo metriacantosáurido, que vivió a finales del período Jurásico, hace aproximadamente 147 millones de años, en el Titoniense, en lo que es hoy Asia. De aspecto similar al de un pequeño Allosaurus, con fuertes patas traseras y "manos" mucho más cortas rematadas en afiladas garras, llegó a medir hasta 8 metros y a pesar 150 kilogramos. Los fósiles referidos al género se han encontrado en China, Asia desde el Oxfordiense al Tithoniense según Peng et al. en 2005. Su especie tipo se basa en gran medida en varios dientes no diagnósticos de la Formación Shangshaximiao y posiblemente también se conoce de la Serie Kuangyuan y la Formación Kalaza,  ambos también ubicados en China.
Se han asignado dos especies más, además de la tipo a este género a lo largo de los años. La especie tipo es Szechuanosaurus campi, nombrada por Yang Zhongjian, conocido en occidente como "Chung Chien Young", en 1942 por cuatro muestras de dientes aislados, IVPP V235, dos dientes parciales; IVPP V236, un diente parcial, IVPP V238, varios fragmentos de dientes y IVPP V239, un solo diente. Los dientes forman una serie de sintipos y no se encontraron juntos. También un esqueleto muy fragmentario, el espécimen UCMP 32102, fue referido al género por Yang.. Algunos de los dientes indican un gran tamaño corporal. Estos fósiles, aunque posiblemente sinraptóridos, ahora se consideran no diagnósticos, lo que convierte a S. campi en un nomen dubium. El nombre genérico se refiere a Szechuan. El nombre específico honra al paleontólogo estadounidense Charles Lewis Camp, quien descubrió UCMP 32102.
En 1978 Dong et al. enumeraron inicialmente un esqueleto parcial, CV 00214 en una lista de fauna como una nueva especie de Szechuanosaurus , Szechuanosaurus yandonensis. Al principio, no había descripción ni ilustración de él, lo que convirtió a S. yandonensis en ese momento en un nomen nudum. Más tarde, Dong Zhiming et al en 1983 lo describieron y lo asignaron a Szechuanosaurus campi  Las afinidades de este esqueleto son inciertas y solo se ha descrito brevemente. Holtz et al. en 2004 lo incluyeron en su análisis filogenético y encontraron que era el tetanuro más basal. Este individuo era un terópodo de tamaño mediano, con un isquion, un hueso pélvico, de 420 milímetros. A modo de comparación, un isquion de Piatnitzkysaurus que se estima que pesa 504 kilogramos tiene 423 milímetros de largo. En 2000, Daniel Chure refirió el espécimen a "Szechuanoraptor dongi", en sí mismo un nomen ex dissertatione inválido. Carrano, Benson & Sampson en 2012 lo sinonimizaron con Yangchuanosaurus shangyouensis de la misma formación.
La tercera especie es Szechuanosaurus zigongensis, nombrada por Gao Yuhui en 1993 por un esqueleto casi completo, espécimen ZDM 9011. Es una especie más antigua, del Jurásico Medio , que parece ser distinta de la especie tipo y por lo tanto requiere su propio nombre del género. Fue reasignado a Yangchuanosaurus, como Yangchuanosaurus zigongensis, por Matthew Carrano, Roger Benson y Scott Sampson en 2012.